# ألغيرنون تشارلز سوينبورن
ألغيرنون تشارلز سوينبورن (بالإنجليزية: Algernon Charles Swinburne) (و. 1837 – 1909 م) هو شاعر، وكاتب من المملكة المتحدة. ولد في لندن، وتوفي فيها.

## التعليم
تعلم في كلية إيتون.

## الخدمة العسكرية
خدم في الجيش البريطاني.

## روابط خارجية
- ألغيرنون تشارلز سوينبورن على موقع IMDb (الإنجليزية)
- ألغيرنون تشارلز سوينبورن على موقع الموسوعة البريطانية (الإنجليزية)
- ألغيرنون تشارلز سوينبورن على موقع ميوزك برينز (الإنجليزية)
- ألغيرنون تشارلز سوينبورن على موقع إن إن دي بي (الإنجليزية)
- ألغيرنون تشارلز سوينبورن على موقع ديسكوغز (الإنجليزية)